# Soluzione piranha
La soluzione piranha è una miscela di acido solforico (H2SO4) e perossido d'idrogeno (H2O2), utilizzata per eliminare residui organici dalle superfici. Essendo un forte agente ossidante, è in grado di rimuovere la maggior parte dei composti organici. È in grado di rendere idrofile la maggior parte delle superfici idrossilandole (aggiungendo radicali ossidrile ·OH).

## Applicazioni
La soluzione piranha viene comunemente utilizzata nel campo della microelettronica, ad esempio per eliminare il photoresist dai wafer di silicio. Talvolta viene utilizzato per pulire la vetreria da laboratorio, tuttavia non viene usato frequentemente a causa della sua grande pericolosità. A differenza delle soluzioni di acido cromico (es. la miscela cromica), questa soluzione non contamina la vetreria con ioni di cromo esavalente (Cr(VI)). È anche usata per rendere idrofilo il vetro mediante idrossilazione della superficie. In alcuni casi la soluzione piranha viene usata per passivare la vetreria prima di svolgere reazioni chimiche molto sensibili. Viene utilizzata anche per incidere il titanio.

## Preparazione e usi
La dicitura "soluzione piranha" comprende varie soluzioni di differenti concentrazioni. La più comune ha il rapporto di 3:1 acido solforico concentrato (99%) a perossido d'idrogeno (acqua ossigenata) al 30%; altre soluzioni possono essere preparate utilizzando un rapporto di 4:1 o di 7:1. Un'altra miscela, correlata alla soluzione piranha, è la "base piranha", una miscela di tre parti di idrossido di ammonio (NH4OH) e una di perossido di idrogeno.
La soluzione piranha deve essere preparata aggiungendo il perossido all'acido (contrariamente alla solita regola di aggiungere acido all'acqua, identificata nel proverbietto "Non dare da bere all'acido") — tuttavia alcune autorità disapprovano tale pratica. Una volta che la soluzione sia stabilizzata, può essere ulteriormente riscaldata per mantenerne la reattività. La soluzione calda (una volta cessate le bollicine) sarà in grado di pulire le superfici da pressoché ogni sorta di composto organico e può ossidare/idrossilare la maggior parte delle superfici metalliche. La pulizia richiede generalmente dai 10 ai 40 minuti, dopodiché la superficie, ormai perfettamente pulita, può essere tolta dalla soluzione.
La soluzione può essere applicata già pronta come descritto precedentemente, oppure applicando prima l'acido solforico, seguito dal perossido di idrogeno.
A causa dell'auto-decomposizione del perossido d'idrogeno, la soluzione piranha deve essere preparata al momento, in più, non può essere conservata, per cui deve essere neutralizzata, invece di essere conservata in damigiane. L'ossigeno prodotto dalla decomposizione del perossido d'idrogeno, oltre ai prodotti di ossidazione dei composti organici può causare la rottura del recipiente. 
L'immersione di una superficie (ad esempio un wafer) in questa soluzione deve essere fatta lentamente per prevenire shock termici che potrebbero fare crepare il materiale.

## Sicurezza
La soluzione piranha, come suggerisce il nome, è estremamente pericolosa, essendo composta da un acido forte e da un potente agente ossidante. Deve essere maneggiata con la massima attenzione e bisogna prendere tutte le precauzioni del caso, onde evitare il contatto di tale liquido con superfici e pelle, in quanto molto corrosiva.
La soluzione piranha è esplosiva. La sua preparazione sprigiona grandi quantità di calore. Tale energia può portare la soluzione a temperature superiori ai 120 °C. Prima di scaldare la soluzione bisogna darle il tempo di raffreddarsi sufficientemente, in quanto un'ulteriore fonte di calore può portare a una violenta ebollizione in grado di spruzzare la soluzione tutt'intorno. Inoltre possono verificarsi esplosioni se la concentrazione del perossido di idrogeno è superiore al 50%; per scongiurare danni, è ragionevole usare una soluzione di perossido al 30%.
La soluzione piranha non deve essere lasciata agire più del dovuto e non deve essere lasciata incustodita se calda. Non può essere conservata in un recipiente chiuso o potrebbe esplodere: la liberazione di ossigeno causata dalla reazione tra l'acido solforico e il perossido di idrogeno e il conseguente aumento della pressione interna farebbe scoppiare il recipiente, causando lo spargimento dell'acido e potenzialmente danni e lesioni. Se tale soluzione è calda e viene mescolata con solventi organici (come acetone, alcol etilico o toluene) può provocare un'esplosione.
Il trattamento con soluzione piranha (anche se si tratta di una superficie con residui organici), deve essere eseguito lentamente dando alla soluzione il tempo di stabilizzarsi.

## Smaltimento
I gas che si originano dalla soluzione piranha devono essere dissipati e non respirati, mentre la soluzione deve essere raffreddata.
La soluzione piranha esausta (già utilizzata) consiste in acido solforico diluito ed è considerata un rifiuto pericoloso. In nessuna circostanza la soluzione piranha usata deve essere smaltita versandola in uno scarico normale. D'altronde molti impianti hanno sviluppato un sistema di trattamento dei rifiuti in grado di neutralizzarli, permettendogli di essere versata in certi scarichi per motivi di convenienza.
Bisogna fare attenzione per non permettere che tale soluzione si mescoli con solventi organici, altrimenti ci sarà una reazione molto violenta che può causare una vera e propria esplosione.

## Meccanismo di lavoro
La grande attitudine della soluzione piranha a rimuovere i residui organici sta nei due distinti processi. Il primo, e anche il più veloce, è la rimozione dell'idrogeno e dell'ossigeno (come se fossero acqua) da parte dell'acido solforico concentrato, in quanto è altamente igroscopico e trae acqua anche dai composti organici. Questo accade perché l'idratazione dell'acido solforico concentrato è termodinamicamente favorevole, con una ΔH di -880 kJ/mol. È appunto la sua capacità di disidratare rapidamente, oltre alla propria acidità, che rende l'acido solforico, e quindi anche la soluzione piranha, molto pericolosi da maneggiare.
Il processo di disidratazione mostra la rapida carbonizzazione dei materiali organici, specialmente dei carboidrati, quando vengono immersi nella soluzione piranha. La soluzione piranha è stata chiamata così per la velocità e l'energia che mostra nella prima parte del processo, per cui anche grandi quantità di residui organici immersi in tale soluzione vengono disidratati violentemente, così come i piranha divorano quasi istantaneamente il cibo. Il secondo motivo, più razionale, per il nome è la capacità di questa soluzione di "mangiare qualunque cosa", anche carbonio elementare in forma di fuliggine, cenere o carbone. 
Il secondo, di gran lunga più interessante, consiste nella potenziata conversione del perossido di idrogeno da parte dell'acido solforico da un relativamente lieve agente ossidante in uno sufficientemente aggressivo da dissolvere il carbonio elementare, un materiale notoriamente resistente alle reazioni in soluzione acquosa a temperatura ambiente. La trasformazione può essere vista come la disidratazione del perossido di idrogeno, energicamente favorevole, per formare ioni idronio, ione bisolfato, e ossigeno radicalico:
H2SO4 + H2O2 → H3O+ + HSO4- + O
È l'ossigeno in questa forma, estremamente reattiva, che conferisce alla soluzione piranha la capacità di dissolvere il carbonio elementare. Gli allotropi del carbonio sono difficili da attaccare chimicamente a causa degli orbitali ibridizzati, molto stabili, tipici della grafite, in cui ogni superficie di carbonio (lo stato di ibridazione sp2 è planare) tende a legarsi con tutte le altre. Il modo più tipico mediante il quale la soluzione piranha distrugge la stabilità di questi atomi di carbonio è dovuta al fatto che l'ossigeno atomico attacca direttamente la superficie di carbonio per formare un gruppo carbonile:
Nel processo precedente, l'atomo di ossigeno "ruba" un doppietto elettronico dal carbonio centrale, formando il gruppo carbonile e contemporaneamente distruggendo i legami tra il carbonio "derubato" e quelli con cui è legato. Il risultato è una reazione a catena in cui la reazione di un singolo atomo di ossigeno scatena una notevole distruzione dei legami locali, che a sua volta consente una vasta gamma di reazioni in soluzione acquosa che coinvolge soprattutto gli atomi di carbonio. Una maggiore ossidazione, ad esempio, può convertire il gruppo carbonile di partenza in diossido di carbonio e creare un nuovo gruppo carbonile negli atomi di carbonio vicini, i cui legami vengono distrutti:
Il carbonio rimosso dalla soluzione piranha può essere il residuo originale o il carbone provenienti dalla fase di disidratazione. Il processo di ossidazione è più lento rispetto a quello di disidratazione e impiega un certo lasso di tempo per giungere a termine. L'ossidazione del carbonio mostra una graduale purificazione dalla fuliggine e del carbonio provenienti dalla fase di disidratazione. A questo punto la soluzione piranha in cui è stato immerso materiale organico ritornerà a essere completamente limpida, senza tracce visibili dei residui di partenza.
Un ulteriore contributo alla forte azione pulente della soluzione piranha è la sua elevata acidità, che dissolve i depositi quali ossidi di metalli e carbonati. Tuttavia, essendo più sicuro rimuovere i depositi usando acidi meno forti, la soluzione piranha è più comunemente usata quando l'elevata acidità complica la pulizia invece di favorirla. Per le superfici poco tolleranti agli acidi è preferibile usare la base piranha, soluzione ugualmente ossidante ma alcalina.